# 福尔佩斯维莱尔
福尔佩斯维莱尔（法語：Folpersviller，法語發音：[fɔlpɛʁsvilɛʁ]）是法国摩泽尔省的一个旧市镇。1971年，福尔佩斯维莱尔并入市镇萨尔格米讷。

## 地理
福尔佩斯维莱尔（49°7'24.45"N, 7°6'22.76"E）面积2.44 平方千米，位于法国大東部大區摩泽尔省，该省份为法国东北部内陆省份，是洛林的一部分，西南接默尔特-摩泽尔省，东临下莱茵省，北与卢森堡和德国接壤。
福尔佩斯维莱尔的时区为UTC+01:00、UTC+02:00（夏令时）。

## 行政
福尔佩斯维莱尔的邮政编码为57200，INSEE市镇编码为57223。

## 人口
福尔佩斯维莱尔于1968年时的人口数量为839人。